# 梁鑾藻
梁鑾藻（？—？），廣東省廣州府順德縣人，清朝政治人物、同進士出身。
光緒十五年（1889年），参加光緒己丑科殿試，登進士三甲33名。同年五月，改翰林院庶吉士。光緒十六年四月，散館，授翰林院檢討，官至福州府知府。